# Gammalstorps distrikt
Gammalstorps distrikt är ett distrikt i Sölvesborgs kommun och Blekinge län. 
Distriktet ligger norr om Sölvesborg. 

## Tidigare administrativ tillhörighet
Distriktet inrättades 2016 och utgörs av socknen Gammalstorp i Sölvesborgs kommun.
Området motsvarar den omfattning Gammalstorps församling hade vid årsskiftet 1999/2000.